# B-Dash
B-Dash ist eine japanische Pop-Punk-Band, die 1997 gegründet wurde. Derzeitige Mitglieder sind Gongon (eigentlich Yuta Sugahara, * 21. August 1977), Tanaman (eigentlich Yuhiko Tanaka) und Arase (eigentlich Takuya Arase). Bei Live-Konzerten werden B-Dash zudem manchmal noch von Inamishi, einem Gast-Gitarristen und auch ehemaligen Mitglied der Band unterstützt. Da Gongon der ältere Bruder des 1979 geborenen Grafikdesigners Sota ist, sind auf den Plattencovern von B-Dash meist videospielähnliche Charaktere zu finden.

## Geschichte
Zu Beginn 1997 traf Gongon in Tokio bei einem Fluss zufällig auf Inamishi und gründete mit diesem die Band, die anfangs noch Haguki-Dash hieß. Etwas später wurden mehrere Indie-Label durch Liveauftritte auf Haguki-Dash aufmerksam, da diese in diversen TV-Formaten (z. B. Hang Out) auftraten und diese gewannen. 1999 wurde ein Vertrag bei Limited Records, EMI Music Japan unterzeichnet, ein Indie-Label bei dem B-Dash auch heute noch tätig sind. Im selben Jahr erfolgte auch die Namensänderung von Haguki-Dash in B-Dash. In diesem Jahr lag der Ursprung des Erfolges von B-Dash in Japan, da 1999 auch die erste Single Endless Circle veröffentlicht wurde. Ab dem Jahr 2001 gab es dann jeweils pro Jahr immer mindestens eine Veröffentlichung in Japan und Südkorea.

## Stil
Die Liedtexte der Band sind oft unklar, da sie weder auf Japanisch, Koreanisch noch auf Englisch singen, denn sie verwenden wie viele andere japanische Bands, z. B. Dir En Grey, keine feste Sprache, sondern singen in einem Mix verschiedener Sprachen (manchmal sogar Französisch), also reines Kauderwelsch. Die Band spielt einen Sound ähnlich amerikanischen Pop-Punk-Bands und hat daher Einflüsse wie z. B. Green Day, Blink 182 oder Sum 41. Es gibt auch Einflüsse von anderen japanischen Punkbands, wie den Blue Hearts. Allerdings sind auch immer wieder Abweichungen vorhanden, die eher an Alternative Rock, J-Rock oder Ska-Punk erinnern.

## Diskografie

### Alben
| Jahr | Titel                                   | Höchstplatzierung, Gesamtwochen, AuszeichnungChartsChartplatzierungen (Jahr, Titel, Platzierungen, Wochen, Auszeichnungen, Anmerkungen) | Anmerkungen                                        |
| Jahr | Titel                                   | JP | Anmerkungen                                        |
| ---- | --------------------------------------- | --- | -------------------------------------------------- |
| 1999 | Freedom                                 | — | Erstveröffentlichung: 1. Dezember 1999 EP          |
| 2001 | Maru (o-マル-)                          | JP4 (7 Wo.)JP | Erstveröffentlichung: 15. August 2001              |
| 2002 | Po (ぽ)                                 | JP3 Gold · (30 Wo.)JP | Erstveröffentlichung: 7. August 2002               |
| 2004 | Big Black Store (ビッグブラックストア)  | JP5 Gold · (11 Wo.)JP | Erstveröffentlichung: 4. Februar 2004              |
| 2004 | B-Dash Best                             | JP2 Gold · (28 Wo.)JP | Erstveröffentlichung: 14. Oktober 2004 Kompilation |
| 2005 | Hofu (ホフ)                             | JP7 (9 Wo.)JP | Erstveröffentlichung: 13. April 2005 EP            |
| 2005 | New Horizon                             | JP13 (7 Wo.)JP | Erstveröffentlichung: 17. August 2005              |
| 2006 | Panpakapan (パンパカパン)               | JP30 (5 Wo.)JP | Erstveröffentlichung: 2. August 2006               |
| 2007 | Lead Song Collection – 10th Anniversary | JP28 (5 Wo.)JP | Erstveröffentlichung: 16. Mai 2007 Kompilation     |
| 2007 | Mini 5 (ミニ5)                          | JP97 (2 Wo.)JP | Erstveröffentlichung: 14. November 2007 EP         |
| 2010 | オールタイムベスト All-Time Best        | — | Erstveröffentlichung: 17. März 2010 Kompilation    |
| 2010 | ビッグ ブラック ストア(連絡しろ)        | — | Erstveröffentlichung: 16. Juni 2010                |
| 2013 | E’                                      | JP72 (2 Wo.)JP | Erstveröffentlichung: 15. Mai 2013                 |
| 2016 | Explosion                               | JP214 (1 Wo.)JP | Erstveröffentlichung: 17. Februar 2016             |

### Singles
| Jahr | Titel Album                           | Höchstplatzierung, Gesamtwochen, AuszeichnungChartsChartplatzierungen (Jahr, Titel, Album, Platzierungen, Wochen, Auszeichnungen, Anmerkungen) | Anmerkungen                              |
| Jahr | Titel Album                           | JP | Anmerkungen                              |
| ---- | ------------------------------------- | --- | ---------------------------------------- |
| 1999 | Endless Circle –                      | — | Erstveröffentlichung: 20. Mai 1999       |
| 2002 | Cho (ちょ) –                          | JP6 (10 Wo.)JP | Erstveröffentlichung: 26. Juni 2002      |
| 2002 | Heiwa-jima (平和島) –                 | JP6 (17 Wo.)JP | Erstveröffentlichung: 25. September 2002 |
| 2003 | Sector –                              | JP10 Gold · (9 Wo.)JP | Erstveröffentlichung: 21. Mai 2003       |
| 2003 | Mezameyo Nippon (目覚めよニッポン!) – | JP13 (5 Wo.)JP | Erstveröffentlichung: 22. Oktober 2003   |
| 2004 | Haa-ko (ハーコー) –                   | JP21 (11 Wo.)JP | Erstveröffentlichung: 25. November 2004  |
| 2006 | Let’s Collabo –                       | JP40 (6 Wo.)JP | Erstveröffentlichung: 15. März 2006      |
| 2009 | カマたまご –                          | JP96 (2 Wo.)JP | Erstveröffentlichung: 20. Mai 2009       |

### Videoalben
| Jahr | Titel               | Höchstplatzierung, Gesamtwochen, AuszeichnungChartsChartplatzierungen (Jahr, Titel, Platzierungen, Wochen, Auszeichnungen, Anmerkungen) | Anmerkungen                         |
| Jahr | Titel               | JP | Anmerkungen                         |
| ---- | ------------------- | --- | ----------------------------------- |
| 2003 | (エべれーター)      | — | Erstveröffentlichung: 29. März 2003 |
| 2004 | B-Dash (Live其ノ壱) | — | Erstveröffentlichung: 2. Juni 2004  |